# Zäwasheilspitz
Als Zäwasheilspitz (auch: Zäwasheilspitze oder Zäwas-Heil Spitze, 1778 m ü. A., teilweise auch mit 1770, 1773, 1777, 1784 m.ü.A. angegeben) wird ein Berg im Rätikon, Teil der sogenannten Galina-Gruppe bezeichnet, der auf dem Gemeindegebiet von Frastanz und Nenzing gelegen ist.

## Name
Zäwasheilspitz ist eine Zusammensetzung aus den Grußformeln: Zäwas und Heil und -spitz. Zäwas! oder Zewas! wird in der Region als allgemein verwendbare Grußformel von der Bevölkerung im Sinne von Hallo zusammen! oder Heil zusammen! aber auch Grüß dich! benutzt. Abgeleitet ist dies unter Umständen von: Servus! in Seawas! zu Zäwas!/Zewas!. Heil! bedeutet in diesem Zusammenhang so viel wie Grüß dich! oder Glück dir! (siehe auch: Berg Heil). Die Ergänzung -spitz wird in diesem Zusammenhang für die Bergspitze angewandt.
Werner Vogt hat in seinem umfangreichen Werk: Vorarlberger Flurnamenbuch in diesem Bereich das Flurstück mit Wisle dokumentiert.
Ob die Zäwasheilspitz (Wisle) tatsächlich als eigenständiger Gipfel oder als Doppelgipfel zusammen mit der nur rund 170 m Luftlinie entfernten Gurtisspitze betrachtet werden muss, ist nicht geklärt. In amtlichen Werken scheint der Name Zäwasheilspitz bzw. Zäwasheilspitze nicht auf, wird aber unter Wanderern verwendet. Die Aufschrift auf einer Tafel beim privat errichteten Gipfelkreuz lautet: Zäwas Heil Bergheil.

## Lage
Die Zäwasheilspitz (Wisle) ist eine markante Erhebungen der Galina-Gruppe (auch: Galingrat), neben der Gurtisspitze, im Rätikon. Der Ausläufer der Galina-Gruppe zieht sich bis zur Marktgemeinde Frastanz (einer der letzten Erhebungen ist der Stutzberg).
Die Vegetation besteht aus dichtem Gras und einigen Stauden und Tannen etc. Der Gipfel ist teilweise vegetationsfrei und biete eine hervorragende Rundumsicht.

## Benachbarte Gipfel und Einkerbungen bzw. Alpen
In nordöstlicher Richtung gesehen, etwa 170 m Luftlinie entfernt, liegen die Gurtisspitze (1778 m ü. A.) In südwestlicher Richtung (700 m Luftlinie) die Spitztälispitz (etwa 1730 m ü. A.), etwas abseits vom Kamm dann der Goppaschrofen (1781 m ü. A.). Die Sattelalpe (1383 m ü. A.) ist etwa 900 m Luftlinie entfernt, die Hohen Köpfe etwa 1700 m (2040 m ü. A. (mit Gipfelkreuz) und 2066 m ü. A.) entfernt.
Nordwestlich, etwa 1700 m Luftlinie entfernt, liegt die Gavadura-Alpe, rund 850 m Luftlinie entfernt im Norden, die Bazora-Alpe (etwa 1416 m ü. A.).

## Wandern
Die Zäwasheilspitz (Wisle) ist über relativ gute Wanderwege gut erreichbar und liegt nur wenige Meter neben dem Hauptwanderweg. Bei ausreichender persönlicher Kondition kann an einem Tag von Gurtis kommend die Gurtisspitze, die Zäwasheilspitze (Wisle),  Spitztälispitz, der Goppaschrofen und die Hohen Köpfe sowie die Sattelalpe begangen bzw. erreicht werden (die Tour über die Hohen Köpfe ist wegen des felsigen, anspruchsvollen Weg, teilweise mit Drahtseilen gesichert, nur für geübten, trittsichere Wanderer zu empfehlen).
Der nächstgelegene Wander-Stützpunkt ist die Sattelalpe  (nur im Sommer bewirtschaftet). Auch andere umliegende Alpen sind nur im Sommer bewirtschaftet. Die Zäwasheilspitz (Wisle) selbst bedingt Trittsicherheit und Schwindelfreiheit sowie sehr gutes Schuhwerk und kann mit bergerfahrenen Kindern begangen werden.
Zeitaufwand (Beispiele)
- Von Gurtis über die Bazora-Alpe zur Gurtisspitze und Zäwasheilspitz (Wisle) mit Abstieg über Spitzwiesle zur Sattelalpe zurück nach Gurtis (904 m ü. A.): Gehzeit: 4 ½ bis 5 ½ Stunden.
- Gurtis über die Bazora-Alpe zur Gurtisspitze, Zäwasheilspitz (Wisle), Spitzwiesle, Spitztälispitz, Hohe Köpfe, Galinaalp, Sattelalp, Gurtis: Gehzeit: etwa 8 bis 12 Stunden.

## Gipfelkreuz
Das Gipfelkreuz wurde privat von Erich DeCet, M. Kuster, C. Lanbach errichtet. Die Aufschrift am Gipfelkreuz-Querteil lautet: Maria Hilf und am Längsteil: 2006. Das Gipfelkreuz kann beleuchtet werden.